# Veronika Mitsopoulos-Leon
Veronika Mitsopoulos-Leon (griechisch Βερόνικα Μητσοπούλου-Leon, auch Βερόνικα Μητσοπούλου-Λεόν, geborene Leon; * 19. Februar 1936 in Berlin; † 9. Juli 2023 in Athen) war eine österreichische Klassische Archäologin.

## Biografie
Veronika Leon wuchs in Innsbruck auf und studierte nach dem Besuch des dortigen Mädchenrealgymnasiums Klassische Archäologie und Altorientalistik an der Universität Innsbruck, wo sie 1959 promoviert wurde. 1960 bis 1963 nahm sie an Grabungen in Brauron teil, 1960 bis 1981 leitete sie das österreichische Team bei den Grabungen in Elis in Kooperation mit der Archäologischen Gesellschaft zu Athen. 1961–1972 nahm sie an Grabungen in Ephesos teil. 1964 bis Ende 2001 leitete sie die Zweigstelle Athen des Österreichischen Archäologischen Instituts. 1980 nahm sie die Grabungen in Lousoi wieder auf, deren Leitung sie bis Ende 2001 innehatte. 1993 habilitierte sie sich in Innsbruck.
Sie veröffentlichte zahlreiche Grabungsberichte, Kongressbeiträge und Aufsätze, vor allem zu Keramik und Kleinfunden, sowie Monographien zu Keramik aus Ephesos, Terrakotten aus Brauron sowie Kleinfunden aus dem Artemisheiligtum von Lousoi. Anlässlich der Hundertjahrfeier des Österreichischen Archäologischen Instituts Athen gab sie zwei Bände heraus.
Verheiratet war sie seit 1967 mit dem griechischen Diplomaten Stathis Mitsopoulos (1925–1998). Ihr Bruder war der Klassische Archäologe und Antikenhändler Christoph Leon.

## Schriften (Auswahl)
- Die Basilika am Staatsmarkt in Ephesos. Teil 1: Keramik hellenistischer und römischer Zeit (= Forschungen in Ephesos. Band 9,2,2). Wien 1991, ISBN 978-3-900532-28-4 (Digitalisat).
- als Herausgeber: Hundert Jahre Österreichisches Archäologisches Institut Athen 1898–1998. Wien und Athen 1998, ISBN 978-3-900305-24-6.
- als Herausgeber: Forschungen in der Peloponnes. Akten des Symposions anläßlich der Feier „100 Jahre Österreichisches Archäologisches Institut Athen“, Athen 5.3.–7.3.1998 (= Sonderschriften des Österreichischen Archäologischen Instituts. Band 38). Wien und Athen 2001, ISBN 978-3-900305-37-6.
- Brauron. Die Tonstatuetten aus dem Heiligtum der Artemis Brauronia: die frühen Statuetten 7. bis 5. Jh. v. Chr. (= Bibliothek der Archäologischen Gesellschaft zu Athen. Band 263). Athen 2009, ISBN 978-960-8145-77-1.
- Das Heiligtum der Artemis Hemera in Lousoi. Kleinfunde aus den Grabungen 1986–2000 (= Sonderschriften des Österreichischen Archäologischen Institutes. Band 47). Wien 2012, ISBN 978-3-900305-61-1.
- Brauron. Die Tonstatuetten aus dem Heiligtum der Artemis: die jüngere Phase (= Bibliothek der Archäologischen Gesellschaft zu Athen. Band 298). Athen 2015, ISBN 978-618-5047-23-8.
- Hellenistische Häuser in Lousoi. Keramik und Kleinfunde aus den Grabungen 1983–1994 (= Sonderschriften des Österreichischen Archäologischen Institutes. Band 55). Wien 2017, ISBN 978-3-902976-89-5.